# 46-я танковая дивизия (СССР)
46-я танковая дивизия — воинское соединение Вооружённых сил СССР в Великой Отечественной войне.

## История дивизии
Дивизия сформирована в марте 1941 года в Московском военном округе на базе 1-й Особой кавалерийской бригады в Хамовнических казармах (Москва). Моторизованный полк был создан на базе 415-го стрелкового полка 185-й стрелковой дивизии.
На 22 июня 1941 года дислоцировалась в Опочке.
В составе действующей армии с 22 июня 1941 года по 2 сентября 1941 года.
25 июня 1941 года начала марш к рубежу обороны по северному берегу реки Даугава севернее Даугавпилса, к 27 июня 1941 года находилась в районе Соловишки, Заборная, однако до назначенного рубежа не дошла, поскольку противник ещё 26 июня 1941 года переправился через реку и занял Даугавпилс. С 28 июня 1941 года дивизия атакует город с севера, имея соседом слева 185-ю моторизованную дивизию, соседом справа 5-й воздушно-десантный корпус.
Передовой отряд дивизии ворвался в село Малиновку, затем основными силами дивизия нанесла удар в обход Малиновки с запада, дивизия выбила противника из села и на плечах отходивших немецких подразделений ворвалась в Даугавпилс. Одновременно, отдельный отряд в составе 5 плавающих танков и десанта пехоты зашёл в тыл к врагу и нанёс удар, в том числе, по штабу тыла 56-го моторизованного корпуса. Отряд уничтожил до батальона пехоты и до 100 автомашин. Ведёт упорные бои на окраинах города, но закрепиться в городе не смогла, отойдя на восточную окраину Даугавпилса, а затем отступив к Сумбрам. После этого дивизия была выведена из состава 21-го механизированного корпуса и включена в состав группы генерал-лейтенанта С. Д. Акимова.
 «Опасность нашего положения стала ясной особенно тогда, когда отдел тыла штаба корпуса подвергся нападению с тыла недалеко от КП корпуса. Наконец 2 июля мы смогли вновь выступить после того, как в корпус прибыло третье механизированное соединение — дивизия СС „Тотенкопф“ („Мёртвая голова“), а слева от нас 41-й танковый корпус перешёл Двину» Э. Манштейн. «Утерянные победы» 
Дивизия под контратаками, авиационным и артиллерийским воздействием противника была вынуждена начать отход, в ночь на 29 июня 1941 года дивизия заняла оборону на рубеже Бети, Лейтани. На 30 июня 1941 года в дивизии насчитывалось всего 400 человек при 7 орудиях.
2 июля 1941 года враг перешёл в наступление, упредив наступление советских сил, в направлении на Резекне, прорвал оборону дивизии. Дивизия была вынуждена отойти в северо-восточном направлении и закрепиться на рубеже озёр Рушоны, Лейтани. На 6 июля дивизия держала оборону на рубеже Красный, Мозули.
На 9 июля 1941 года дивизия обороняла рубеж реки Великая на участке Захино, Высокое, отражая попытки противника форсировать реку в районе Опочки, затем, в течение второй половины июля 1941 года — августа 1941 года отошла за Ловать. 2 сентября 1941 года обращена на формирование 46-й танковой бригады.

## Полное название
46-я танковая дивизия

## Подчинение
| Дата                 | Фронт (округ)         | Армия      | Корпус (группа)              | Примечания |
| -------------------- | --------------------- | ---------- | ---------------------------- | ---------- |
| 22 июня 1941 года    | Резерв Ставки ВГК     |            |                              |            |
| 01 июля 1941 года    | Северо-Западный фронт |            | 21-й механизированный корпус |            |
| 10 июля 1941 года    | Северо-Западный фронт | 27-я армия | 21-й механизированный корпус |            |
| 01 августа 1941 года | Северо-Западный фронт | 27-я армия | 21-й механизированный корпус |            |

## Состав
- 91-й танковый полк
- 92-й танковый полк
- 46-й мотострелковый полк
- 46-й гаубичный артиллерийский полк
- 46-й разведывательный батальон
- 46-й отдельный зенитно-артиллерийский дивизион (21.08.1941 передан в 23-ю стрелковую дивизию)
- 46-й отдельный батальон связи
- 46-й автотранспортный батальон
- 46-й ремонтно-восстановительный батальон
- 46-й понтонный батальон
- 46-й медико-санитарный батальон
- 46-я рота регулирования
- 46-й полевой автохлебозавод
- 270-я полевая почтовая станция
- 509-я полевая касса Госбанка

## Командиры
- Васильев, Иван Дмитриевич (11.03.1941 — 23.06.1941), полковник;
- Копцов, Василий Алексеевич (23.06.1941 — 20.09.1941), полковник.

## Воины дивизии
- Копцов, Василий Алексеевич, командир дивизии, полковник. Награждён за доблесть, проявленную при разгроме японских захватчиков в районе реки Халхин-Гол.
- Середа, Иван Павлович, повар 91-го танкового полка, красноармеец. Награждён за захват танка и пленение его экипажа, а также за подрыв танка, отражение атаки и захват пленных.